# Batida Diferente! Samba Jazz

Capa do album produzido pelo Studio 8 Records

Batida Diferente! Samba Jazz é o 8º álbum do saxofonista Hector Costita. Foi lançado em 02 de fevereiro de 2024 pelo Studio 8 Records. Produzido por Rubens Azevedo, Demetre Georguleas e Donny Silva, gravado em outubro de 2023, o álbum é uma releitura de clássicos da bossa nova. Canções como “Ela é Carioca”, “Corcovado”, “Noa Noa” ganharam novas versões que mantiveram a sonoridade da verdadeira bossa nova.
O álbum foi primeiramente pensado para ser uma releitura do lendário álbum de Sergio Mendes “Você Nunca Ouviu Nada Igual”, considerado um dos primeiros álbuns de bossa nova lançado nos Estados Unidos em 1964. No álbum Sergio Mendes é acompanhado por Hector Costita, Raul de Souza, Edison Machado e Sebastião Neto. Porem, no decorrer das gravaçoes foram incluídas composições de outros autores, bem como do saxofonista Hector Costita.

## Faixas
1. Ela É Carioca (Tom Jobim e Vinicius De Moraes)
2. Noa Noa (Sergio Mendes)
3. Aquarius (Sergio Mendes)
4. Samblues (Cesar Camargo Mariano)
5. Teminha (Hector Costitta)
6. Baden Blues (Baden Powell)
7. Cipó Ideas (Orlando Costa)
8. El Dectetive (Hector Costita)
9. Amanhecendo (Lula Freire e Roberto Menescau)
10. O Astronauta (Hector Costita)
11. Vagamente (Roberto Menescau e Ronaldo Boscoli)
12. Corcovado (Tom Jobim)
13. Batida Diferente (Mauricio Einhorn e Durval Ferreira)
14. Steps On The 8th Floor (Hector Costita, Donny Silva, Osmar Barutti)

## Singles
- Teminha (Hector Costita)
- El Dectetive (Hector Costita)
- Ela É Carioca (Tom Jobim e Vinicius De Moraes)

## Banda
- Hector Costita - Sax, Voz & Arranjo
- Osmar Barutti - Piano
- Jorge Saavedra - Bateria
- Airton Fernandes - Baixo
- Walter Lacerda  - Flauta (Participação Especial)
- Sintia Piccin - Sax (Participação Especial)
- Juliana Frassatti - Backing vocal faixas 1 e 12

## Produção
- Ronaldo Tavares - Tec. Som
- Billy Nelson - Mixagem e Masterização
- Gisele Martins - Design de capa
- Demetre Georguleas - Produtor
- Rubens Azevedo - Produtor
- Donny Silva – Produtor